# Liste von Fabeldichtern

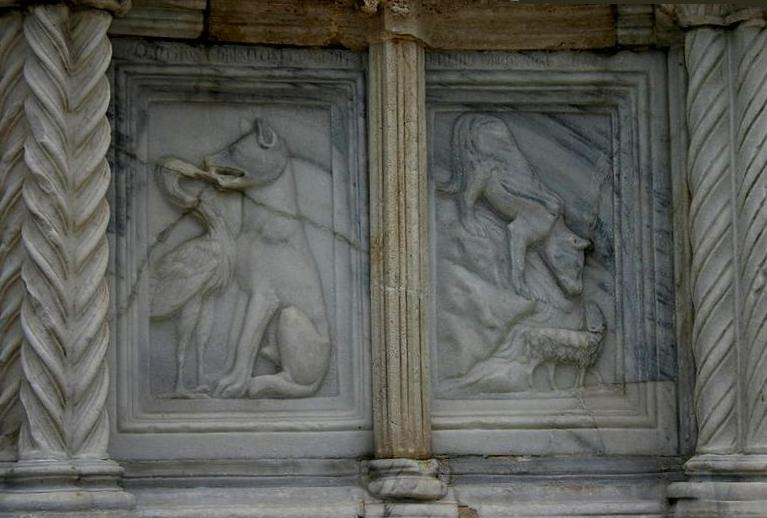
Äsops Der Wolf und der Kranich und Der Fuchs und das Lamm, Fontana Maggiore in Perugia von Nicola Pisano und Giovanni Pisano (1278)

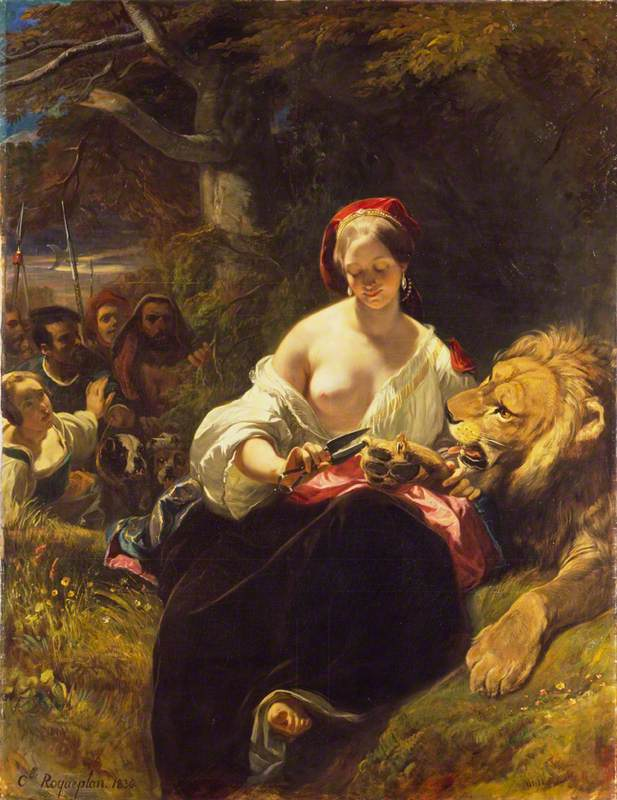
Camille Roqueplan: The Lion in Love (1836), nach der Fabel von Jean de La Fontaine (1621–1695): Le Lion amoureux (Der verliebte Löwe)

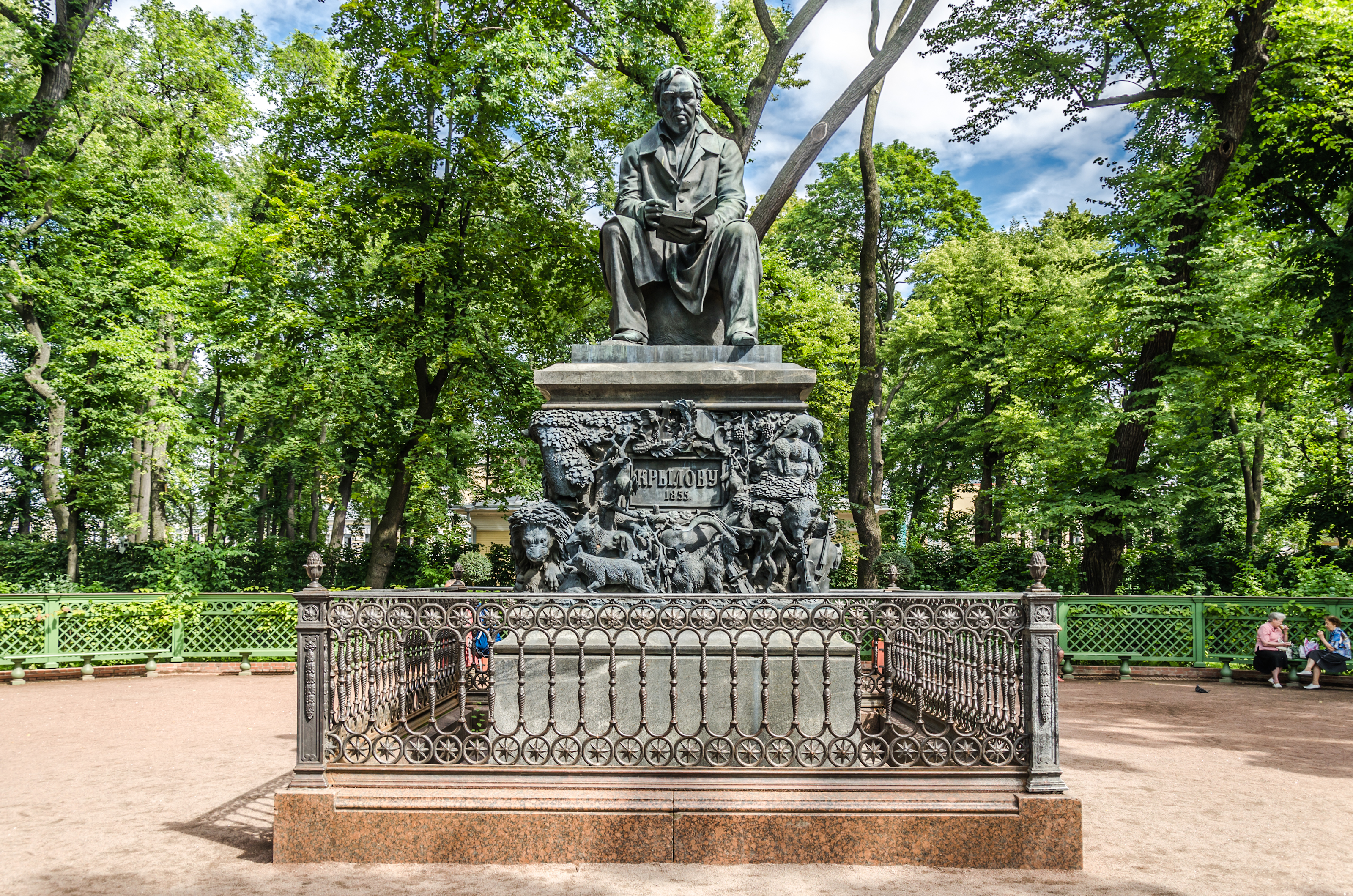
Iwan-Krylow-Denkmal im Sommergarten in St. Petersburg

Dies ist eine Liste von Fabeldichtern, d. h. Dichtern von Fabeln.

## Kurzeinführung
Fabeln wurden in vielen Ländern und bereits in alter Zeit gedichtet. Die wohl  bekanntesten älteren sind die Fabeln des Dichters Äsop (ca. 620–560 v. Chr.) aus der griechischen Antike, aus Frankreich sind die Fabeln von Jean de La Fontaine (1621–1695) berühmt, aus dem alten Russland diejenigen Iwan Krylows (1769–1844). Viele Länder und Kulturen haben ihre eigene Fabelliteratur hervorgebracht, wobei die Fabel häufig nicht klar von anderen Literaturgattungen (wie z. B. Märchen, Sage usw.) abzugrenzen ist. Die folgende Übersicht mit den Schwerpunkten deutscher Sprachraum bzw. Europa erhebt daher keinen Anspruch auf Aktualität oder Vollständigkeit.

## Fabeldichter
- Äsop (ca. 620–560 v. Chr.)
- Avianus (fl. um 400 n. Chr.)

- Babrios (im 2. Jh. n. Chr.)
- Berechja ben Natronai ha-Nakdan (12. und 13. Jhd.)
- Biernat von Lublin (1465–1529)
- Wilhelm Busch (1832–1908)

- Adelbert von Chamisso (1781–1838)

- Christian August Fischer (1771–1829)
- Jean-Pierre Claris de Florian (1755–1794)
- Aleksander Fredro (1793–1876)

- Christian Fürchtegott Gellert (1715–1769)
- Johann Wilhelm Ludwig Gleim (1719–1803)
- Brüder Grimm: Jacob Grimm (1785–1863) und Wilhelm Grimm (1786–1859)

- Joel Chandler Harris (1848–1908)
- Wilhelm Hey (1789–1854)
- Hyginus Mythographus (lateinische Antike)

- Ignacy Krasicki (1735–1801)
- Iwan Andrejewitsch Krylow (1769–1844)

- Jean de La Fontaine (1621–1695)
- Pierre Lachambeaudie (1806–1872)
- Leonardo da Vinci (1452–1519)
- Gotthold Ephraim Lessing (1729–1781)
- Magnus G. Lichtwer (1719–1783)
- Martin Luther (1483–1546)

- Adam Mickiewicz (1798–1855)

- Bartosz Paprocki (1540–1614)
- Johann Heinrich Pestalozzi (1746–1827)
- Petrus Alfonsi (11./12. Jahrhundert)
- Gottlieb Konrad Pfeffel (auch Théophile Conrad Pfeffel) (1736–1809)
- Phaedrus (um 20 v. Chr. – um 50 n. Chr.)

- Karl Wilhelm Ramler (1725–1798)

- Hans Sachs (1494–1576)
- Isaak ben Salomo Sahula (13. Jhd.)
- Abraham a Sancta Clara (1644–1709)
- Wolfdietrich Schnurre (1920–1989)
- Wolfhart Spangenberg (1567–1636)
- Elieser Steinbarg (1880–1932)

- James Thurber (1894–1961)
- Stanisław Trembecki (1739–1812)
- Daniel Triller (1695–1782)